# Henri Cazaux
Pour les articles homonymes, voir Henri Cazaux (homonymie).

a Compétitions nationales et continentales officielles uniquement.

Henri Cazaux, né le 22 septembre 1917 à Toulouse et décédé le 29 juillet 2005 à Toulouse, est un ancien joueur de rugby à XV du Stade toulousain, évoluant au poste d'ailier de 1940 à 1946.
Il intègre ensuite l'encadrement technique du club de 1947 à 1950, puis il préside la section rugby à XV de 1954 à 1957 et de 1974 à 1980. De 1990 à 1992 il est à la tête du comité des Pyrénées, puis il devient président du Stade toulousain toutes sections confondues jusqu’à nos jours. Il est aussi l’un des membres de la commission du Challenge Yves du Manoir.

## Palmarès
- Coupe de France 1946